# اندیس کرومیت غرب فنوج
کرومیت غرب فنوج یک اندیس فلزی است که در حوالی شهر فنوج استان سیستان و بلوچستان قرار دارد و مادهٔ معدنی موجود در آن، کرومیت است.سنگ میزبان این اندیس پریدوتیت تکتو نیزه است و دیرینگی آن به دوران کرتاسه بالایی می‌رسد.